# Азербайджан на летних Паралимпийских играх 2012
Азербайджан на летних Паралимпийских играх 2012 был представлен в 6-ти видах спорта (дзюдо, лёгкой атлетике, плавании, пауэрлифтинге, стрельбе и стрельбе из лука). В состав сборной Азербайджана вошёл 21 человек (16 мужчин и 5 женщин).
Согласно указу президента Азербайджанской Республики Ильхама Алиева премиальные за золотую медаль составят 200 тыс. манат (тренеру — 100 тыс. манат), за серебро — 100 тыс. манат (тренеру — 50 тыс. манат), за бронзу — 50 тыс. манат (тренеру — 25 тыс. манат).
На церемонии открытия Паралимпийских игр знаменосцем сборной стал двукратный паралимпийский чемпион 2004 и 2008 гг. Ильхам Закиев. В состав сборной Азербайджана в Лондоне вошёл целый ряд паралимпийских чемпионов и призёров: паралимпийские чемпионы Ильхам Закиев (дзюдо), Олег Панютин, Олохан Мусаев (оба — лёгкая атлетика), серебряные призёры Тофиг Мамедов, Керим Сардаров (оба — дзюдо) и Елена Таранова (стрельба), бронзовые призёры Рамин Ибрагимов (дзюдо), Рза Османов и Владимир Заяц (оба — лёгкая атлетика).
Сборная Азербайджана по дзюдо, завоевав три медали (2 золотые и 1 бронзу), заняла в итоговой таблице 3-е место. Также на играх в Лондоне сборная Азербайджана впервые в своей истории завоевала медаль в плавании.
В итоге, завоевав в общем 12 медалей (4 золотых, 5 серебряных и 3 бронзовых), сборная Азербайджана заняла на Паралимпийских играх в Лондоне 27-е место.
По итогам Паралимпиады 14 сентября 2012 года президент Ильхам Алиев принял участвовавших на играх спортсменов и вручил им и их тренерам ордена «Шохрат» (Слава), медали «Терегги» (Прогресс) и Почётные дипломы. Рамин Ибрагимов, Олег Панютин, Натали Пронина, Афаг Султанова, Аганаги Джафаров, Алаверди Джулфаев, Ибрагим Ибрагимов, Шахлар Мустафаев, Магеррам Султанзаде, Сергей Тахмазов были награждены орденами «Шохрат», Гусейн Гасанов, Зияд Халфаев, Эльчин Мурадов, Павел Сетин, Афиг Сулейманов, Ильхам Закиев были награждены медалями «Терегги», Рза Османов, Ахмеддин Раджабли, Владимир Заяц были награждены «Почётными дипломами Президента Азербайджанской Республики».

## Медали
| Медаль  | Спортсмен                                             | Вид спорта      | Дисциплина                                   | Дата       |
| ------- | ----------------------------------------------------- | --------------- | -------------------------------------------- | ---------- |
| Золото  | Рамин Ибрагимов                                       | Дзюдо           | Мужчины, до 60 кг                            | 30 августа |
| Золото  | Афаг Султанова                                        | Дзюдо           | Женщины, до 57 кг                            | 31 августа |
| Золото  | Олег Панютин                                          | Лёгкая атлетика | Мужчины, тройной прыжок, F12                 | 8 сентября |
| Золото  | Натали Пронина                                        | Плавание        | Женщины, 100 м, брассом                      | 8 сентября |
| Серебро | Натали Пронина                                        | Плавание        | Женщины, 200 м индивидуальный комплекс, SM12 | 3 сентября |
| Серебро | Натали Пронина                                        | Плавание        | Женщины, 50 м, вольным стилем                | 7 сентября |
| Серебро | Натали Пронина                                        | Плавание        | Женщины, 100 м вольным стилем, S12           | 5 сентября |
| Серебро | Натали Пронина                                        | Плавание        | Женщины, 100 м на спине, S12                 | 4 сентября |
| Серебро | Владимир Заяц                                         | Лёгкая атлетика | Мужчины, тройной прыжок, F12                 | 8 сентября |
| Бронза  | Ильхам Закиев                                         | Дзюдо           | Мужчины, свыше 100 кг                        | 1 сентября |
| Бронза  | Гусейн Гасанов                                        | Лёгкая атлетика | Мужчины, прыжки в длину, F46                 | 3 сентября |
| Бронза  | Эльчин Мурадов Рза Османов Олег Панютин Владимир Заяц | Лёгкая атлетика | Мужчины, эстафета 4×100, T11/T13             | 5 сентября |

| Медали по дням | Медали по дням | Медали по дням | Медали по дням | Медали по дням | Медали по дням | Медали по дням |
| -------------- | -------------- | -------------- | -------------- | -------------- | -------------- | -------------- |
| День           | Дата           | 1              | 2              | 3              | Всего          |                |
| День 0         | 29 августа     | —              | —              | —              | —              |                |
| День 1         | 30 августа     | 1              | —              | —              | 1              |                |
| День 2         | 31 августа     | 1              | —              | —              | 1              |                |
| День 3         | 1 сентября     | —              | —              | 1              | 1              |                |
| День 4         | 2 сентября     | —              | —              | —              | —              |                |
| День 5         | 3 сентября     | —              | 1              | 1              | 2              |                |
| День 6         | 4 сентября     | —              | 1              | —              | 1              |                |
| День 7         | 5 сентября     | —              | 1              | 1              | 2              |                |
| День 8         | 6 сентября     | —              | —              | —              | —              |                |
| День 9         | 7 сентября     | —              | 1              | —              | 1              |                |
| День 10        | 8 сентября     | 2              | 1              | —              | 3              |                |
| День 11        | 9 сентября     | —              | —              | —              | —              |                |
| Всего          | Всего          | 4              | 5              | 3              | 12             |                |

| Медали по видам спорта | Медали по видам спорта | Медали по видам спорта | Медали по видам спорта | Медали по видам спорта |
| ---------------------- | ---------------------- | ---------------------- | ---------------------- | ---------------------- |
| Вид спорта             | 1                      | 2                      | 3                      | Всего                  |
| Дзюдо                  | 2                      | 0                      | 1                      | 3                      |
| Лёгкая атлетика        | 1                      | 1                      | 2                      | 4                      |
| Плавание               | 1                      | 4                      | 0                      | 5                      |
| Всего                  | 4                      | 5                      | 3                      | 12                     |

| Пол     | 1 | 2 | 3 | Всего |
| Мужчины | 2 | 1 | 3 | 6     |
| Женщины | 2 | 4 | 0 | 6     |
| Всего   | 4 | 5 | 3 | 12    |

## Результаты соревнований

### Дзюдо
Мужчины
| Спортсменка      | Категория    | 1/8 финала                            | Четвертьфинал                        | Полуфинал                          | Утешительный Раунд A               | Утешительный Раунд B            | Финал                               | Финал                |
| Спортсменка      | Категория    | Соперник Результат                    | Соперник Результат                   | Соперник Результат                 | Соперник Результат                 | Соперник Результат              | Соперник Результат                  | Место                |
| ---------------- | ------------ | ------------------------------------- | ------------------------------------ | ---------------------------------- | ---------------------------------- | ------------------------------- | ----------------------------------- | -------------------- |
| Рамин Ибрагимов  | до 60 кг     | Мин Яе Ли (KOR) Поб. 1010-0000        | Кевин Виллемонт (FRA) Поб. 0200-0001 | Такааки Хираи (JPN) Поб. 0201-0000 | н/д                                | н/д                             | Ксиаодонг Ли (CHN) Поб. 1011-000    | Золото               |
| Байрам Мустафаев | до 66 кг     | Виктор Руденко (RUS) Поб. 0031-0002   | Ху Жао (CHN) Пор. 0002-0010          | Не прошёл                          | Сид Али Ламри (ALG) Пор. 0002-1021 | Завершил выступление            | Завершил выступление                | Завершил выступление |
| Ровшан Сафаров   | до 81 кг     | Исао Круз Алонсо (CUB) Пор. 0000-0201 | Завершил выступление                 | Завершил выступление               | Завершил выступление               | Завершил выступление            | Завершил выступление                | Завершил выступление |
| Тофиг Мамедов    | до 90 кг     | Роберто Сантос (BRA) Пор. 0002-0010   | Завершил выступление                 | Завершил выступление               | Завершил выступление               | Завершил выступление            | Завершил выступление                | Завершил выступление |
| Керим Сардаров   | до 100 кг    | Оливер Упманн (GER) Пор. 0000-1000    | Завершил выступление                 | Завершил выступление               | Завершил выступление               | Завершил выступление            | Завершил выступление                | Завершил выступление |
| Ильхам Закиев    | свыше 100 кг | Гайдар Гайдаров (RUS) Поб. 1000-0000  | Кенто Масаки (JPN) Пор. 0000-1000    | Не прошёл                          | н/д                                | Тони Уолби (CAN) Поб. 1000-0001 | Вилианс Сильва (BRA) Поб. 0201-0000 | Бронза               |

Женщины
| Спортсменка    | Категория | Четвертьфинал                    | Полуфинал                       | Финал                                          | Финал  |
| Спортсменка    | Категория | Соперник Результат               | Соперник Результат              | Соперник Результат                             | Место  |
| -------------- | --------- | -------------------------------- | ------------------------------- | ---------------------------------------------- | ------ |
| Афаг Султанова | до 57 кг  | Марион Коду (FRA) Поб. 1000-0000 | Дуйгу Чете (TUR) Поб. 0020-0001 | Люсия де Сильфа Тейксерия (BRA) Поб. 1000-0000 | Золото |

### Лёгкая атлетика
Мужчины
| Спортсмен                                              | Дисциплина              | Предварительный раунд | Предварительный раунд | Полуфинал            | Полуфинал            | Финал                | Финал                |
| Спортсмен                                              | Дисциплина              | Результат             | Место                 | Результат            | Место                | Результат            | Место                |
| ------------------------------------------------------ | ----------------------- | --------------------- | --------------------- | -------------------- | -------------------- | -------------------- | -------------------- |
| Олохан Мусаев                                          | Толкание ядра, F56      | н/д                   | н/д                   | н/д                  | н/д                  | 11.93 м (913 очков)  | 9                    |
| Олохан Мусаев                                          | Метание диска, F56      | н/д                   | н/д                   | н/д                  | н/д                  | 41.77 м (974 очков)  | 4                    |
| Гусейн Гасанов                                         | Тройной прыжок, F46     | н/д                   | н/д                   | н/д                  | н/д                  | 13.74 м              | 4                    |
| Гусейн Гасанов                                         | Прыжки в длину, F46     | н/д                   | н/д                   | н/д                  | н/д                  | 6.53 м               | Бронза               |
| Олег Панютин                                           | Тройной прыжок, F12     | н/д                   | н/д                   | н/д                  | н/д                  | 15.02 м              | Золото               |
| Владимир Заяц                                          | Тройной прыжок, F12     | н/д                   | н/д                   | н/д                  | н/д                  | 15.01 м              | Серебро              |
| Рза Османов                                            | Бег на 200 м, T12       | 22.85 с               | 3                     | 23.11 с              | 4                    | Завершил выступление | Завершил выступление |
| Рза Османов                                            | Бег на 400 м, T12       | 51.46 с               | 2                     | 51.34 с              | 3                    | Завершил выступление | Завершил выступление |
| Эльчин Мурадов*                                        | Бег на 100 м T11        | 49.78 с               | 4                     | Завершил выступление | Завершил выступление | Завершил выступление | Завершил выступление |
| Эльчин Мурадов*                                        | Бег на 200 м T11        | 23.49 с               | 1                     | 23.41 с              | 2                    | Завершил выступление | Завершил выступление |
| Самир Набиев                                           | Метание диска, F57/58   | н/д                   | н/д                   | н/д                  | н/д                  | 44.78 м (906 очков)  | 5                    |
| Эльчин Мурадов* Рза Османов Олег Панютин Владимир Заяц | Эстафета 4×100, T11/T13 | 44.12 с               | 1                     | н/д                  | н/д                  | 43.92 с              | Бронза               |

* Спортсмены, выступающие в дисциплине T11, практически не видят, и потому выступают вместе со своими гидами. Гидом Мурадова был Павел Сетин.
Женщины
| Спортсмен          | Дисциплина         | Предварительный раунд | Предварительный раунд | Полуфинал | Полуфинал | Финал               | Финал     |
| Спортсмен          | Дисциплина         | Результат             | Место                 | Результат | Место     | Результат           | Место     |
| ------------------ | ------------------ | --------------------- | --------------------- | --------- | --------- | ------------------- | --------- |
| Мадинат Абдуллаева | Толкание ядра, F57 | Нет очков             | Нет очков             | Нет очков | Нет очков | Нет очков           | Нет очков |
| Мадинат Абдуллаева | Метание диска, F57 | н/д                   | н/д                   | н/д       | н/д       | 19.21 м (501 очков) | 14        |

### Пауэрлифтинг
Мужчины
| Спортсмен       | Категория    | Результаты | Место |
| --------------- | ------------ | ---------- | ----- |
| Эльшан Гусейнов | До 100 кг    | 230 кг     | 4     |
| Магеррам Алиев  | Свыше 100 кг | 230 кг     | 5     |

### Плавание
Женщины
| Спортсменка    | Дисциплина                          | Квалификация | Квалификация | Финал   | Финал   |
| Спортсменка    | Дисциплина                          | Время        | Место        | Время   | Место   |
| -------------- | ----------------------------------- | ------------ | ------------ | ------- | ------- |
| Натали Пронина | 50 м вольным стилем, S12            | 28.10        | 2            | 27.54   | Серебро |
| Натали Пронина | 100 м вольным стилем, S12           | 1:04.97      | 3            | 1:00.00 | Серебро |
| Натали Пронина | 400 м вольным стилем, S12           | 4:58.06      | 6            | 4:53.40 | 5       |
| Натали Пронина | 100 м брассом, SB12                 | 1:20.09      | 2            | 1:16.17 | Золото  |
| Натали Пронина | 100 м на спине, S12                 | 1:12.79      | 2            | 1:09.46 | Серебро |
| Натали Пронина | 200 м индивидуальный комплекс, SM12 | 2:36.75      | 1            | 2:28.45 | Серебро |

### Стрельба из лука
| Спортсмен      | Дисциплина                     | Рейтинговый раунд | Рейтинговый раунд | 1/16 финала                    | 1/8 финала            | Четвертьфинал         | Полуфинал             | Финал                 | Финал                 |
| Спортсмен      | Дисциплина                     | Очки              | Место             | Соперник Результат             | Соперник Результат    | Соперник Результат    | Соперник Результат    | Соперник Результат    | Место                 |
| -------------- | ------------------------------ | ----------------- | ----------------- | ------------------------------ | --------------------- | --------------------- | --------------------- | --------------------- | --------------------- |
| Зинйет Велиева | Индивидуальные изогнутый W1/W2 | 435               | 19                | Маркета Сидкова (CZE) Пор. 0-6 | Завершила выступление | Завершила выступление | Завершила выступление | Завершила выступление | Завершила выступление |

### Стрельба
Мужчины
| Спортсмен     | Дисциплина                        | Квалификация | Квалификация | Финал                | Финал                |
| Спортсмен     | Дисциплина                        | Счёт         | Место        | Счёт                 | Место                |
| ------------- | --------------------------------- | ------------ | ------------ | -------------------- | -------------------- |
| Акпер Мурадов | Пневматический пистолет, 10 м SH1 | 554          | 21           | Завершил выступление | Завершил выступление |
| Акпер Мурадов | Пулевая стрельба, 25 м SH1        | 549          | 20           | Завершил выступление | Завершил выступление |
| Акпер Мурадов | Пулевая стрельба, 50 м SH1        | 515          | 18           | Завершил выступление | Завершил выступление |

Женщины
| Спортсмен      | Дисциплина                        | Квалификация  | Квалификация  | Финал                 | Финал                 |
| Спортсмен      | Дисциплина                        | Счёт          | Место         | Счёт                  | Место                 |
| -------------- | --------------------------------- | ------------- | ------------- | --------------------- | --------------------- |
| Елена Таранова | Пневматический пистолет, 10 м SH1 | 372           | 5             | 465.9                 | 7                     |
| Елена Таранова | Пулевая стрельба, 25 м SH1        | Не стартовала | Не стартовала | Не стартовала         | Не стартовала         |
| Елена Таранова | Пулевая стрельба, 50 м SH1        | 513           | 20            | Завершила выступление | Завершила выступление |